# Chasmatonotus pupivaga
Chasmatonotus pupivaga är en tvåvingeart som först beskrevs av Franz Paula von Schrank 1781.  Chasmatonotus pupivaga ingår i släktet Chasmatonotus och familjen fjädermyggor.
Artens utbredningsområde är Österrike. Inga underarter finns listade i Catalogue of Life.